# 奈良県道142号生駒停車場宛木線
奈良県道142号生駒停車場宛木線（ならけんどう142ごう いこまていしゃじょうあてのきせん）は、奈良県生駒市を通る一般県道である。

## 概要
生駒市元町1丁目から生駒市南田原町に至る。
全線通じて対面2車線で歩道も完備されている走りやすい道路。

### 路線データ
- 起点：奈良県生駒市元町1丁目（近鉄生駒駅南交差点、奈良県道237号生駒停車場宝山寺線起点）
- 終点：奈良県生駒市南田原町（南田原町交差点、国道168号交点）

## 地理

### 通過する自治体
- 奈良県
  - 生駒市

### 交差する道路
| 交差する道路                               | 交差する場所 | 交差する場所              |
| ------------------------------------------ | ------------ | ------------------------- |
| 奈良県道237号生駒停車場宝山寺線            | 元町1丁目    | 近鉄生駒駅南交差点 / 起点 |
| 奈良県道104号谷田奈良線                    | 東新町       | 東新町交差点              |
| 大阪府道・奈良県道8号大阪生駒線 / 阪奈道路 | 俵口町       | 生駒IC交差点 生駒IC       |
| 国道168号                                  | 南田原町     | 南田原町交差点 / 終点     |

### 交差する鉄道
- 近鉄生駒線
- 近鉄奈良線
- 近鉄けいはんな線

### 沿線
- 近鉄生駒線・近鉄けいはんな線・近鉄奈良線 生駒駅
- 近鉄生駒鋼索線 鳥居前駅
- 生駒郵便局
- 生駒警察署
- 生駒市立生駒台小学校